# Alpin skidåkning vid olympiska vinterspelen 2022
Alpin skidåkning vid de olympiska vinterspelen 2022 arrangerades i Xiaohaituo alpincenter i Yanqing, nordväst om Peking i Kina. 11 grenar, 5 vardera för damer och herrar samt en mixad lagtävling, planeras äga rum mellan den 6 och 19 februari.

## Tävlingsprogram
Alla tider är angivna i lokal tid (UTC+8).
| Datum       | Tid   | Tävling                               |
| ----------- | ----- | ------------------------------------- |
| 6 februari  | 11:00 | Störtlopp, herrar                     |
| 7 februari  | 10:15 | Storslalom (1 åk), damer              |
| 7 februari  | 13:45 | Storslalom (2 åk), damer              |
| 8 februari  | 11:00 | Super-G, herrar                       |
| 9 februari  | 10:15 | Slalom (1 åk), damer                  |
| 9 februari  | 13:45 | Slalom (2 åk), damer                  |
| 10 februari | 10:30 | Alpin kombination (störtlopp), herrar |
| 10 februari | 14:15 | Alpin kombination (slalom), herrar    |
| 11 februari | 11:00 | Super-G, damer                        |
| 12 februari | 10:15 | Storslalom (1 åk), herrar             |
| 12 februari | 13:45 | Storslalom (2 åk), herrar             |
| 15 februari | 11:00 | Störtlopp, damer                      |
| 16 februari | 10:15 | Slalom (1 åk), herrar                 |
| 16 februari | 13:45 | Slalom (2 åk), herrar                 |
| 17 februari | 10:30 | Alpin kombination (störtlopp), damer  |
| 17 februari | 14:15 | Alpin kombination (slalom), damer     |
| 19 februari | 11:00 | Lagtävling                            |

## Medaljsammanfattning
Damer
| Gren                    | Guld                     | Guld    | Silver                          | Silver  | Brons                     | Brons   |
| Kombination Detaljer... | Michelle Gisin Schweiz   | 2.25,67 | Wendy Holdener Schweiz          | 2.26,72 | Federica Brignone Italien | 2.27,52 |
| Slalom Detaljer...      | Petra Vlhová Slovakien   | 1.44,98 | Katharina Liensberger Österrike | 1.45,06 | Wendy Holdener Schweiz    | 1.45,10 |
| Storslalom Detaljer...  | Sara Hector Sverige      | 1.55,69 | Federica Brignone Italien       | 1.55,97 | Lara Gut-Behrami Schweiz  | 1.56,41 |
| Störtlopp Detaljer...   | Corinne Suter Schweiz    | 1.31,87 | Sofia Goggia Italien            | 1.32,03 | Nadia Delago Italien      | 1.32,44 |
| Super-G Detaljer...     | Lara Gut-Behrami Schweiz | 1.13,51 | Mirjam Puchner Österrike        | 1.13,73 | Michelle Gisin Schweiz    | 1.13,81 |

Herrar
| Gren                    | Guld                      | Guld    | Silver                        | Silver  | Brons                         | Brons   |
| Kombination Detaljer... | Johannes Strolz Österrike | 2.31,43 | Aleksander Aamodt Kilde Norge | 2.32,02 | James Crawford Kanada         | 2.32,11 |
| Slalom Detaljer...      | Clément Noël Frankrike    | 1.44,09 | Johannes Strolz Österrike     | 1.44,70 | Sebastian Foss Solevåg Norge  | 1.44,79 |
| Storslalom Detaljer...  | Marco Odermatt Schweiz    | 2.09,35 | Žan Kranjec Slovenien         | 2.09,54 | Mathieu Faivre Frankrike      | 2.10,69 |
| Störtlopp Detaljer...   | Beat Feuz Schweiz         | 1.42,69 | Johan Clarey Frankrike        | 1.42,79 | Matthias Mayer Österrike      | 1.42,85 |
| Super-G Detaljer...     | Matthias Mayer Österrike  | 1.19.94 | Ryan Cochran-Siegle USA       | 1.19.98 | Aleksander Aamodt Kilde Norge | 1.20.36 |

Mixed
| Gren                   | Guld | Silver                                                                        | Brons |
| Lagtävling Detaljer... | Österrike Katharina Huber Katharina Liensberger Katharina Truppe Stefan Brennsteiner Michael Matt Johannes Strolz | Tyskland Emma Aicher Lena Dürr Julian Rauchfuß Alexander Schmid Linus Straßer | Norge Mina Fürst Holtmann Thea Louise Stjernesund Maria Therese Tviberg Timon Haugan Fabian Wilkens Solheim Rasmus Windingstad |

## Medaljtabell
| Pl. | Nation    | Guld | Silver | Brons | Totalt |
| --- | --------- | ---- | ------ | ----- | ------ |
| 1   | Schweiz   | 5    | 1      | 3     | 9      |
| 2   | Österrike | 3    | 3      | 1     | 7      |
| 3   | Frankrike | 1    | 1      | 1     | 3      |
| 4   | Slovakien | 1    | 0      | 0     | 1      |
| 4   | Sverige   | 1    | 0      | 0     | 1      |
| 6   | Italien   | 0    | 2      | 2     | 4      |
| 7   | Norge     | 0    | 1      | 3     | 4      |
| 8   | Slovenien | 0    | 1      | 0     | 1      |
| 8   | Tyskland  | 0    | 1      | 0     | 1      |
| 8   | USA       | 0    | 1      | 0     | 1      |
| 11  | Kanada    | 0    | 0      | 1     | 1      |
|     | Totalt    | 11   | 11     | 11    | 33     |